# Xylocopa flavicollis
Xylocopa flavicollis är en biart som först beskrevs av Degeer 1778.  Xylocopa flavicollis ingår i släktet snickarbin, och familjen långtungebin. Inga underarter finns listade i Catalogue of Life.